# IC 5230
IC 5230 је спирална галаксија у сазвјежђу Тукан која се налази на листи објеката дубоког неба у Индекс каталогу.
Деклинација објекта је - 61° 32' 50" а ректасцензија 22h 35m 40,2s. Привидна величина (магнитуда) објекта IC 5230 износи 14,3 а фотографска магнитуда 15,1. IC 5230 је још познат и под ознакама ESO 147-2, IRAS 22323-6148, PGC 69249.